# Wolfgang Tripp
Wolfgang Tripp (* 3. September 1972) ist ein ehemaliger österreichischer Fußballspieler.

## Karriere
Tripp spielte ab der Saison 1991/92 für die Kampfmannschaft des Zweitligisten SCR Altach. Im November 1991 debütierte er gegen den Wiener Sport-Club in der 2. Division. Bis Saisonende kam er zu 13 Einsätzen für die Altacher in der 2. Division, aus der er mit dem SCRA aber absteigen musste.
Zur Saison 1994/95 wechselte er zum Ligakonkurrenten FC Hard. Zur Saison 1995/96 kehrte er nach Altach zurück. Mit Altach stieg er 1997 wieder in die zweithöchste Spielklasse auf. Nach dem Aufstieg wechselte er aber zur Saison 1997/98 zum Regionalligisten FC Dornbirn 1913. Zur Saison 1999/2000 schloss er sich dem SK Brederis an, bei dem er nach der Saison 2002/03 seine Karriere beendete.